# Osocznik
Osocznik – zarządca królewski od XVI do XVIII w. Obławnik biorący udział w osaczaniu zwierza.

## Pochodzenie nazwy
Według Gieorgija Karcowa termin osocznik pochodzi od słowa „sok”, oznaczającego śledzenie, chodzenie po śladach.

## Zakres czynności
Jego zadaniem było pilnowanie przestrzegania zakazów na terenie osoki – części puszczy, którą musiał co jakiś czas objechać lub obejść. Brali oni także udział w przygotowaniach do polowań królewskich. Rolę podobną do osoczników pełnili również strzelcy i strażnicy. Dodatkowo odpowiadali oni jednak za tzw. wchody do puszczy oraz strzegli jej przed kłusownikami. W owym czasie prawo wstępu do jej lasów miała jedynie ludność – chłopi i szlachta z pobliskich wsi posiadająca tzw. prawo wchodów.

## Puszcza Augustowska
W XVI na południowym skraju Puszczy Augustowskiej zakładano wsie osockie. Przeważnie byli to chłopi, zwolnieni z obowiązków pańszczyźnianych, których funkcja przechodziła z ojca na syna – w ten sposób powstały m.in. wsie Starożyńce (rodzina Starożyńców), Markowce (Markowiczów), Skieblewo i Kurianka (Kurianowiczów). Z biegiem czasu stopniowo zmieniano ich w zwykłych chłopów pańszczyźnianych, wyjątkiem były Bohatery Leśne, w których osadzono Bohatyrowiczów z drobnej szlachty, pełniących swoją służbę aż do rozbiorów. Podobnie długo spełniali swoją powinność osocznicy z wsi Żabickie, którzy odpowiedzialni byli za przewożenie korespondencji zarządu lasów. Osiedlono tutaj także bartników, pilnujących królewskich barci - tak powstały wsie Bartniki i Rakowicze

## W Puszczy Białowieskiej
O bytności osoczników na terenie Puszczy Białowieskiej świadczy ustawa z roku 1529. Wspomina o nich też „Ustawa na wołoki” z 1557 r.
„Rewizor z leśniczym mają osoczników obierać, a nie więcej niż ich trzeba przy Puszczach i łowach naszych ustanowić i to nam hospodarowi, oznajmić, a na służbę dawać im po 2 włóki wolne od czynszu i wszelkich podatków”.
Ordynacja Puszczy JKM-ci leśnictwa Białowieskiego z roku 1639 omawia „powinności osoczników białowieskich”. Ustawa mówi o 277 osocznikach, którzy wraz z dziesiętnikami mają pilnować Puszczy, dokonywać napraw mostów i dróg do ostępów oraz uczestniczyć w łowach. Obowiązani byli (4 osoczników) zaopatrywać dwór królewski w Białowieży, dozorować prac polowych oraz strzeżenia granic tych pól. Ustawa zwalnia osoczników od czynszów i podatków.
Osocznicy podobnie jak strażnicy i strzelcy podlegali wyłącznie urzędowi łowieckiemu. W porównaniu z innymi poddanymi byli w znacznym stopniu uprzywilejowani.
Utrwalonym zwyczajem było utrzymywanie stanowisk osockich z ojca na syna. Dobrze zorganizowane i uposażone służby Puszczy Białowieskiej wielokrotnie wykazywały się oddaniem dla jej ochrony. W 1639 roku odnotowano, że osocznikami zarządzał leśniczy białowieski rezydujący w dworze Jamno na południowych obrzeżach Puszczy. Leśniczemu podlegało czterech starszych osoczników-dziesiętników i 277 osoczników mieszkających w 10 wsiach na obrzeżach Puszczy (Orzeszkowo, Policzna, Omelaniec, Daszewicze, Podomsza, Dmitrowicze, Czarnaki, Fałowo, Kletna i Radecka Wola).
Osocznicy w Puszczy Białowieskiej byli rozmieszczeni nierównomiernie. W kwaterze Orzeszkowskiej było ich – 122, w Dmitrowskiej – 101, Fałowskiej – 54. W 1795 r. Puszczy strzegło 16 osoczników. Pod koniec XVIII w. stopniowo zastępowali ich strzelcy i gajowi dozorujący przyznane im tereny leśne.
Po III rozbiorze Rzeczypospolitej zarząd lasów objął Departament leśny „Adminirałtejstw kolegii” (1798). Zapoczątkowano wówczas rosyjski system gospodarki w lasach.